# Lahtis storhall

Lahtis storhall, finska: "Lahden suurhalli", är en fotbollshall i Lahtis, Finland. Där spelas Uusi Lahti Cup. Hallen stod klar 1980 och blev Finlands första inomhushall för fotboll med konstgräs. Hallen används främst av FC Lahti. Under 1980-talet användes den även av Finlands herrlandslag i fotboll för inomhusmatcher under vintern.